# ORCID
ORCID(영어: Open Researcher and Contributor ID)는 과학자와 다른 학문 저작자를 인식하기 위한 비영리 숫자 코드이다.ORCID는 학문 저작물과 인문학 저작물의 저자의 이름이 고유하지 않다는 문제를 해결한다. 이름은 (서양에서 결혼 등으로) 바뀌거나, 다른 표기법, 비일관적인 표현 등으로 다르게 나오는 문제를 갖고 있었다. ORCID는 사람을 위한 일관적인 번호를 제공하는데, 이것은 디지털 객체 식별자와 비슷한 역할을 한다.
ORCID 기관은 자유롭고 독립적인 등록을 허용하는데, 이는 ORCID가 학문 발표와 과학 분야의 저자 인식 분야의 사실상 표준이 되고자 하기 때문이다. 2011년 10월 16일에 ORCID는 등록 서비스를 개시하고 사용자에게 번호를 할당하기 시작했다.

## 개발과 출시
ORCID는 처음에 "Open Researcher Contributor Identification Initiative"의 약자였다. 토마스 로이터는 자신의 ResearcherID 시스템에 ORCID를 사용하기 위해 초기 버전의 소프트웨어를 개발했다. 등록 대행 단체는 현재 2010년 8월에 설립된 독립적인 비영리기관인 ORCID, Inc.,이다. 대표이사 Laure Haak는 2012년 4월에 선임되었다. ORCID는 자유롭게 사용할 수 있으며 다른 확인 시스템과 교차사용할 수 있다. ORCID는 2012년 10월 16일에 등록 서비스를 개시하고 사용자에게 번호를 할당하기 시작했다. 공식적으로, ORCID 번호는 URI로 구분된다. 예를 들어, 존 윌뱅크의 ORCID는 http://orcid.org/0000-0002-4510-0385이다. 그러나, 몇몇 발행자들은 "ORCID: 0000-0002-4510-0385" 와 같은 더 짧은 형식을 사용한다.
ORCID는 국제 표준 협회의 국제 표준 이름 식별자 (ISNI)의 부분집합으로, 두 개의 조직이 협력하고 있다. ISNI는 책, 텔레비전 프로그램, 신문의 기여자를 식별하기 위해 존재하고, ORCID가 사용하는 식별자 구역 0000-0001-5000-0007부터 0000-0003-5000-0001을 점유하고 있다. 그러므로 한 명의 사람이 합법적으로 ISNI와 ORCID를 - 엄밀히 말하자면 두 개의 ISNI를 - 모두 가질 수 있다.
ORCID와 ISNI 모두 0~9로 구성된 16자의 식별자를 사용하고 숫자 4개 단위로 하이픈을 사용해 끊는다. 마지막 숫자는 X ("10"을 의미한다)를 포함할 수도 있다.(예를 들어, 닉 제닝스의 ORCID는 http://orcid.org/0000-0003-0166-248X이다.) ORCID는 ISO 7064에 부합하는 MOD 11-2 체크섬을 사용한다.
가상의 인물 조슈아 캔베리를 위한 ORCID 식별자 http://orcid.org/0000-0002-1825-0097 가 테스트 및 교육용으로 사용된다.

## 사용
ORCID의 목적은 "과학을 전자-과학으로 이동하고, 증가하는 학문적 문서들에 숨겨진 링크와 아이디어를 정리하는 것"이다. 다른 추천된 사용은 "지속적으로 업데이트되는, 간단한 발표물 목록을 넘어서는 '디지털 이력서'를 제작하는 것"이다. 아이디어는 다른 조직이 열린 접근이 가능한 ORCID 데이터베이스를 이용해 서비스를 사용하는 것이다.
《네이쳐》지는 ORCID를 과학 논문의 인식과 더불어 "그들이 참여한 데이터셋, 동료의 블로그에 남긴 댓글, 발표되지 않은 논문 초안, 위키백과 기여 목록, 혹은 그 이상"을 할 수 있다고 설명하고 있다.
2014년 4월에, ORCID는 Consortia Advancing Standards in Research Administration Information과 협력하여 동료 평가 기여를 기록할 예정이라고 밝혔다.

## 회원, 스폰서, 등록자
2013년 말 기준으로, ORCID는 111 회원 기관과 460,000 명 이상의 등록자를 보유하고 있다. 2014년 9월 15일을 기준으로, 등록자의 수는 900,799명이다. 기관 회원은 Elsevier, Springer Science+Business Media, John Wiley & Sons, 네이쳐 등이다. 기타 회원은 연구 기관 (칼텍, 코넬 대학교 등), 영리 기업 (로이터), 연구 모임, 자선 기관 등이다.
2014년 6월에, ORCID는 Andy Mabbett를 기관의 'Wikipedian in residence'로 선임했다고 밝혔다.

## 통합

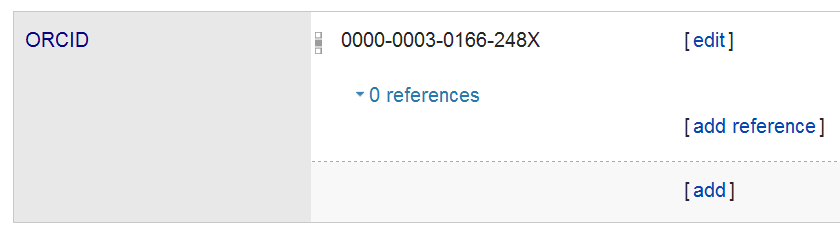
위키데이터에서의 ORCID 사용

회원, 스폰서, 발행자, 기타 서비스는 ORCID를 그들의 데이터베이스에 포함시켰다.
신경과학 저널, Springer, 힌다위,Europe PubMed Central, 일본 국립 정보학 학자 검색 시스템 위키백과, 위키데이터 등이 ORCID를 사용한다.
몇몇 온라인 서비스는 데이터를 ORCID에서 추출하거나 ORCID로 이동하는 기능을 제공한다. Scopus, Figshare 등이 그러한 기능을 제공한다. 로이터는 ORCID와 자체 연구자ID 시스템간의 상호 정보 교환 시스템을 제공한다.
제3자 도구는 외부 서비스에서 ORCID로의 데이터 병합을 지원한다. 예를 들어, DataCite와 멘델레이(Mendeley) 가 있다.
몇몇 ORCID 데이터는 RDF 형식으로 변환될 수 있다.

## 같이 보기
- 전거 제어
- 전자적 저자 인식
- OpenID
- VIAF